# Lothar Waehler
Lothar Waehler (* 1959 in Zeitz) ist ein deutscher Politiker (AfD). Er ist seit 2021 Abgeordneter im Landtag von Sachsen-Anhalt.

## Leben
Er besuchte bis 1975 die polytechnische Oberschule. Er wurde 1977 Maschinenanlagen-Monteur/Schweißer, 2000 Heizungs- und Sanitärinstallateur und 2021 selbständiger Heizungs- und Sanitärinstallateur.